# Новосельское сельское поселение (Рязанская область)
Новосельское сельское поселение — упразднённое муниципальное образование в составе Рыбновского района Рязанской области России. Административный центр — село Новосёлки.

## История
Новосельское сельское поселение образовано в 2006 г.
Законом Рязанской области от 20 мая 2015 года № 25-ОЗ Новосельское сельское поселение было упразднено и включено в состав Пощуповского сельского поселения.

## Население
| 2010 | 2012 | 2013 | 2014 | 2015 |
| ---- | ---- | ---- | ---- | ---- |
| 392  | ↗406 | ↗442 | ↗457 | ↘448 |